# Kesteven 78
Kesteven 78, abreviado como Kes 78 y llamado también SNR G032.8-00.1, G32.8-0.1 y 4C -00.73, es un resto de supernova situado en la constelación de Aquila.
Fue descubierto en 1974 en un estudio de 24 radiofuentes galácticas llevado a cabo a una longitud de onda de 11 cm.

## Morfología
En banda de radio, Kesteven 78 muestra una carcasa parcialmente brillante.
Por su parte, la emisión de rayos X presenta una morfología compleja, bien correlacionada con la emisión de radio, visible en la banda de energía de 0,5 - 2 keV. Por debajo de 2,5 keV, el espectro de este resto de supernova se corresponde con un componente térmico suave asociado con un plasma desionizado a 7,5 millones K de temperatura y una densidad muy baja, consistente con una cavidad o burbuja.
El tamaño de dicha cavidad, que se supone que fue creada por el viento estelar del progenitor, implica
que la masa de este último debió ser unas 22 veces mayor que la masa solar.
También se ha observado un componente de rayos X más débil que domina el espectro a energías por encima de 2,5 keV.
En el espectro visible, se detecta emisión filamentaria y difusa procedente de este resto de supernova; se piensa que esta luz surge del gas calentado por el frente de choque.
Por otra parte, se ha visto que el material es significativamente más denso y frío en el borde este del remanente, lo que sugiere que en esa región existe interacción con una nube molecular.
En este sentido, en la carcasa de radio se ha detectado un único máser de hidroxilo de 1720 MHz, indicativo de este tipo de interacciones.

## Edad y distancia
La edad de Kesteven 78 se estima en 6000 años aproximadamente. Su asociación con la nube molecular, junto con la absorción de H I a lo largo de la línea de visión, permite estimar su distancia respecto a la Tierra en 4800 pársecs.